# 鈴木理策
鈴木 理策（すずき りさく、1963年 - ）は日本の写真家。ロードムービーのような作風で知られる。東京芸術大学美術学部先端芸術表現科准教授。立教大学兼任講師・東京綜合写真専門学校講師。早稲田大学第二文学部非常勤講師を務めたこともある。
写真集「KUMANO」では東京の自宅から夜行バスに乗り熊野神社へ、「Piles of time」では恐山へ、と聖地へと向かう道のりを多く撮っている。

## 経歴
- 1963年、和歌山県新宮市生まれ。
- 1987年、東京綜合写真専門学校研究科修了。
- 2000年、『PILES OF TIME』で第25回木村伊兵衛写真賞受賞
- 2008年、日本写真協会年度賞

## 著作

### 写真集
- 「KUMANO」(光琳社、1998年・絶版) ISBN 4771303053
- 「Piles of time」（光琳社、1999年・絶版）ISBN 477130355X
- 「Saskia」（リトルモア、2000年）ISBN 4898150357
- 「Fire: February 6」　（Nazraeli、2003年）ISBN 1590050525
- 「hysteric Eight」　（ヒステリック・グラマー、2003年）
- 「MONT SAINTE VICTOIRE」（Nazraeli、2004年）ISBN 1590050851
- 「熊野、雪、桜」（淡交社,2007年）ISBN 978-4-473-03432-8

### 撮影
- 「関西のモダニズム建築20選」（淡交社、2001年）ISBN 447301844X
- 「北欧デザイン 1 家具と建築」（プチグラパブリッシング、2003年）ISBN 4939102491
- 「北欧デザイン 2 プロダクト」（プチグラパブリッシング、2003年）ISBN 4939102505
- 「北欧デザイン 3 テキスタイルとグラフィック」（プチグラパブリッシング、2004年）ISBN 4939102513
- 「青木淳 JUN AOKI COMPLETE WORKS〈2〉青森県立美術館」 （INAX出版、2006年）ISBN 4872751361　（建築家 青木淳の設計した青森県立美術館の建築作品集）

### 共著
- 「世界遺産　神々の眠る「熊野」を歩く」（集英社新書　ヴィジュアル版、2009年）ISBN 978-4-08-720487-2　植島啓司/文・鈴木理策/写真